# Nílton Santos
Nílton dos Santos (16 tháng 5 năm 1925 – 27 tháng 11 năm 2013) là một cựu cầu thủ bóng đá người Brasil, chơi ở vị trí hậu vệ.
Ông có biệt danh Từ điển bách khoa vì có kiến thức sâu rộng về thể thao, có thể nói rằng biết mọi kiến thức về bóng đá. Nílton là cầu thủ chủ chốt trong phòng ngự ở đội tuyển Brasil ở các vòng chung kết World Cup 1954, 1958 và 1962 (ông cũng có tên tham dự World Cup 1950 nhưng không được ra sân) và nổi tiếng với pha ghi bàn tuyệt vời vào lưới Áo năm 1958: dẫn bóng từ sân nhà qua sân đối phương, kết thúc bằng một cú sút tuyệt vời, làm huấn luyện viên Vicente Feola rất phấn khích.
Nílton Santos chỉ chơi cho 2 đội bóng trong suốt sự nghiệp: câu lạc bộ Botafogo và đội tuyển Brasil. Ở đội tuyển ông thi đấu 75 trận và ghi được 3 bàn. Ông được đánh giá là một trong những hậu vệ trái xuất sắc nhất trong lịch sử bóng đá.
Năm 1998 Nílton Santos được bình chọn vào đội hình của thế kỉ 20 do MasterCard tổ chức. Pelé xếp ông vào danh sách 125 cầu thủ còn sống xuất sắc nhất tháng 3 năm 2004.
Ông qua đời ngày 27 tháng 11 năm 2013 tại quê nhà Rio de Janeiro, thọ 88 tuổi.